# Plictis
Plictis este un film românesc din 2007 regizat de Ioachim Ciobanu. Rolurile principale au fost interpretate de actorii Ilarion Ciobanu, Matei Florian.

## Distribuție
Distribuția filmului este alcătuită din:
- Matei Florian
- Ilarion Ciobanu